# Michael E. Soulé
Michael Ellman Soulé (*  28. Mai 1936 in San Diego, Kalifornien; † 17. Juni 2020 in Grand Junction, Colorado) war ein US-amerikanischer Biologe. Er war einer der Bekanntesten Vertreter der Naturschutzbiologie.

## Leben
Soulé promovierte mit einer Arbeit zur Populations Biologie an der Stanford University bei Paul R. Ehrlich. Er war später Research Professor (Emeritus) in Environmental Studies an der University of California, Santa Cruz. Der Titel seiner Dissertations lautete Evolution and population phenetics of the side-blotched lizards (Uta stansburiana and its relatives) on the islands in the Gulf of California, Mexico.
Soulé war 1985 Mitbegründer und erster Präsident der Society for Conservation Biology und gehörte zum Board der Round River Conservation Studies und The Wildlands Project. Er war gewähltes Mitglied (Fellow) der American Association for the Advancement of Science und der American Academy of Arts and Sciences. Er erhielt ein Guggenheim-Stipendium und weitere Auszeichnungen.
Soulé forschte zu Populations- und Evolutionsbiologie, speziell zu „fluctuating asymmetry“, Populationsgenetik, Inselbiogeographie, Umweltfragen, Naturschutzpolitik sowie zu Fragen von Naturschutz und Ethik. Außerdem untersuchte er die Regulation von Ökosystemen durch stark interaktive (vernetzte) Organismen.

„Conservation biology is a mission-driven discipline comprising both pure and applied science. ... We feel that conservation biology is a new field, or at least a new rallying point for biologists wishing to pool their knowledge and techniques to solve problems.
Naturschutzbiologie ist eine missions-geleitete Disziplin, die reine und angewandte Wissenschaft verbindet. Wir haben den Eindruck, dass die Naturschutzbiologie ein Leitbegriff für Biologen ist, die ihr Wissen und Methoden zur Lösung von Problemen einsetzen wollen.“

## Publikationen
Soulé veröffentlichte mehr als 170 Artikel.
Seine wichtigsten Bücher (Auswahl):
- Soulé  (ed.) (1986): Conservation Biology: The Science of Scarcity and Diversity. Sinauer Assoc. Sunderland, Mass.
- Soulé & Gordon Orians (2001): Conservation Biology:  Research Priorities for The Next Decade. Island Press. Washington, D. C. and Covelo, CA.